# Ізяслав Ярославич (князь шумський)
Ізясла́в Яросла́вич (*? — †лютий 1195) — син Ярослава Ізяславича, правнук Мстислава Великого.

## Біографія
Імовірно, княжив у Шумську на Волині.
Помер у лютому 1195 і похований у київській церкві святого Федора.